# Ежек, Ярослав (шахматист)
Ярослав Ежек (чеш. Jaroslav Ježek; 9 марта 1926 — 1998) — чешский шахматист, гроссмейстер ИКЧФ (1985), бронзовый медалист командного чемпионата Европы по шахматам (1957). По профессии горный техник.

## Биография
В 1950-е годы Ярослав Ежек был одним из ведущих шахматистов Чехословакии, неоднократным участником финалов чемпионата Чехословакии по шахматам, лучший результат показал в 1955 году, заняв 5-е место. Представлял Чехословакию на шахматной олимпиаде (1956) и на командном чемпионате Европы по шахматам (1957), на котором в командном зачёте завоевал бронзовую медаль.
В последующие годы Ярослав Ежек активно участвовал в шахматных турнирах по переписке. В 1956—1959 годах он был участником 2-го чемпионата мира по переписке, на котором занял 10-е место. В 1985 Ярослав Ежек получил звание гроссмейстера ИКЧФ.